# Djebel Tidirhine
Le djebel Tidirhine, ou Adrar Tidighine (en tasenhajit : Adrar n Tidighin), est le point culminant du Rif, dans le Nord du Maroc, avec 2 456 m d'altitude. Il est situé au cœur du territoire des Senhaja Sraïr, une confédération amazighe de la région.

## Géographie
Le djebel Tidirhine se trouve dans la région marocaine du Taza-Al Hoceima-Taounate,.